# Гадолин, Аксель Вильгельмович
Аксель Вильгельмович Гадолин (1828—1892) — российский учёный в области артиллерийского вооружения, механической обработки металлов, минералогии и кристаллографии, генерал от артиллерии (1890). Заслуженный профессор Михайловской артиллерийской академии, доктор минералогии, член многих русских и иностранных учёных обществ. Член-корреспондент (1873), экстраординарный академик (1875), ординарный академик (1890) Императорской Санкт-Петербургской Академии наук. Лауреат Ломоносовской премии (1868).

## Биография
Родился 12 (24) июня 1828 года в приходе Сомеро Або-Бьёрнеборгской губернии (Великое княжество Финляндское). Племянник известного химика и минералога Юхана Гадолина.

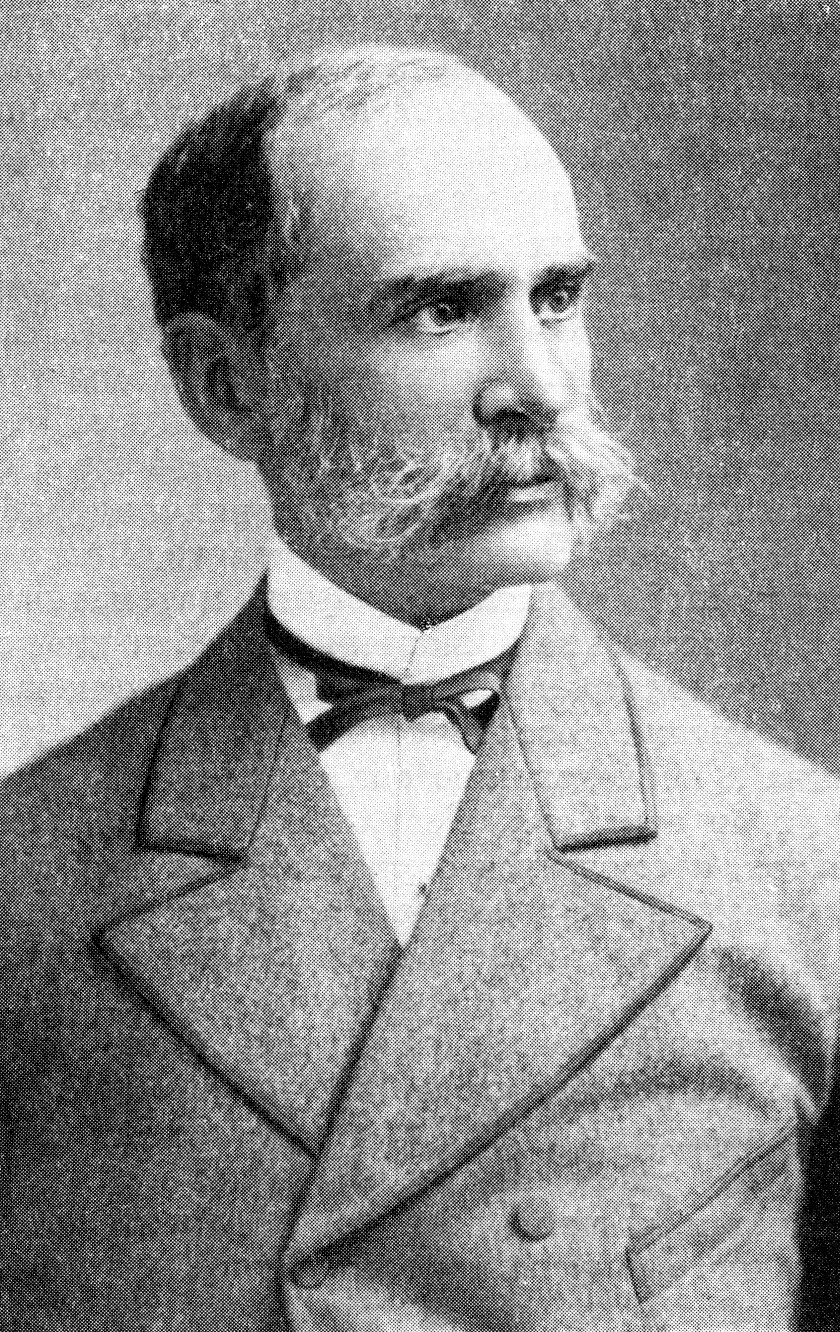
А. В. Гадолин

По окончании воспитания в Финляндском кадетском корпусе в 1844 году выпущен был офицером в лейб-гвардии Павловский полк.
После окончания курса Михайловской артиллерийской академии, в 1849 году назначен на должность репетитора физики в Артиллерийском училище.
В 1859 году был назначен инспектором классов Артиллерийского училища, а в 1866 году был утверждён профессором технологии в Артиллерийской академии и был произведен в генерал-майоры; 27 ноября 1870 года зачислен в Его Императорского Величества Свиту, а 30 августа 1876 года произведён в генерал-лейтенанты.
В 1869 году был признан Советом Санкт-Петербургского университета доктором минералогии.
Кроме того, Гадолин занимал место инспектора местных арсеналов, и в 1886 году был назначен постоянным членом артиллерийского комитета. Также, с 1872 года он был профессором Санкт-Петербургского технологического института по кафедре механической технологии.
В 1855 году, находясь на батареях крепости Свеаборг во время бомбардировки её англо-французским флотом, благодаря энергично принятым мерам, потушил загоревшийся от неприятельской бомбы пороховой погреб, за что спустя 15 лет (вместе с полковником Любовицким) был награждён орденом Святого Георгия 4-й степени.
Умер 15 (27) декабря 1892 года в Санкт-Петербурге.

## Награды
Российской империи:
- Орден Святого Георгия 4-й степени (1870[5])
- Орден Святой Анны 3-й степени (1859)
- Орден Святого Владимира 4-й степени (1862)
- Орден Святой Анны 2-й степени(1864)
- Орден Святого Владимира 3-й степени (1868)
- Орден Святого Станислава (Российская империя) 1-й степени (1870)
- Орден Святой Анны 1-й степени (1872)
- Орден Святого Владимира 2-й степени (1875)
- Орден Белого орла (Российская империя) (1879)
- Орден Святого Александра Невского (1884)

Иностранных государств:
- Французский Орден Почетного Легиона командорский крест (1867)
- Шведский Орден Меча Большой крест (1885)